# Apalis chapini
Apális-de-chapin ou apális-de-peito-ruivo (Apalis chapini) é uma espécie de ave da família Cisticolidae.
Pode ser encontrada nos seguintes países: Malawi, Tanzânia e Zâmbia.
Os seus habitats naturais são: regiões subtropicais ou tropicais húmidas de alta altitude.